# Starling Marte
Starling Javier Marte, född den 9 oktober 1988 i Santo Domingo, är en dominikansk professionell basebollspelare som spelar för New York Mets i Major League Baseball (MLB). Marte är outfielder.
Marte har tidigare spelat för Pittsburgh Pirates (2012–2019), Arizona Diamondbacks (2020), Miami Marlins (2020–2021) och Oakland Athletics (2021). Han har tagits ut till MLB:s all star-match två gånger och har vunnit två Gold Glove Awards. Han är känd för sin snabbhet och har haft flest stulna baser i MLB en gång.

## Uppväxt
Marte växte upp i utkanten av huvudstaden Santo Domingo och uppfostrades av sin mormor efter det att modern dött när han var tio år gammal.

## Karriär

### Major League Baseball

#### Pittsburgh Pirates

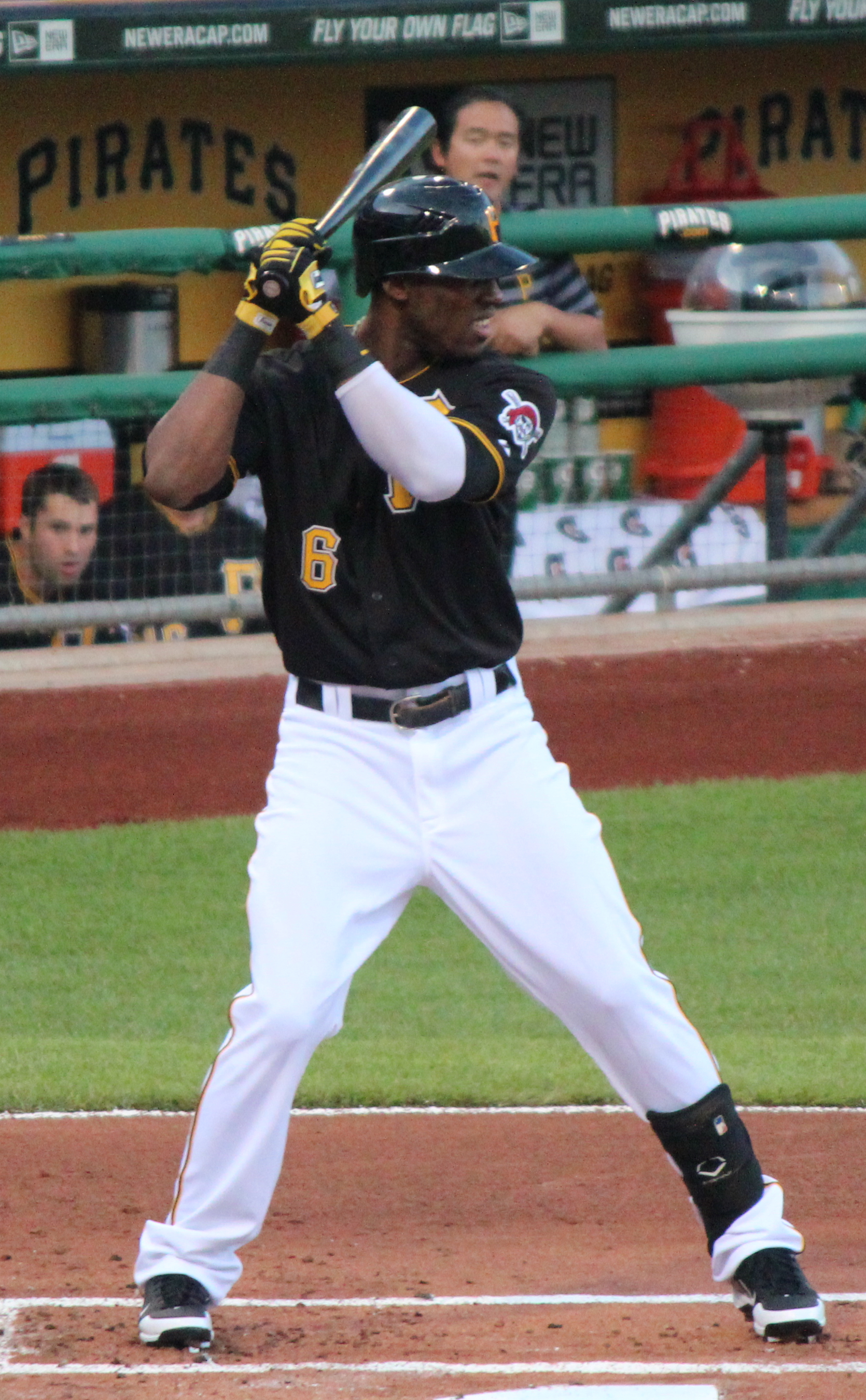
Marte i Pittsburgh Pirates dräkt under debutsäsongen 2012.

Marte skrev i januari 2007, vid 18 års ålder, på för Pittsburgh Pirates och senare samma år gjorde han proffsdebut i Pirates farmarklubbssystem i sitt hemland Dominikanska republiken. 2009 kom han över till USA och fortsatte att klättra uppåt i systemet. Han hade en fin säsong 2011, då han togs ut till Futures Game, en match mellan de största talangerna i Minor League Baseball som spelades i samband med MLB:s all star-match, och utsågs till årets nykomling (rookie) i Eastern League. Han kallades upp till moderklubben för första gången i slutet av juli 2012 och debuterade i MLB den 26 juli. Han lyckades med konststycket att slå en homerun på det allra första kastet han fick motta, den 13:e gången det hade hänt i MLB sedan 2000 och den första gången i Pirates historia sedan 1922. Senare under säsongen, i mitten av augusti, drabbades han av en muskelbristning på höger sida av överkroppen. För Pirates spelade han under säsongen 47 matcher med ett slaggenomsnitt på 0,257, fem homeruns och 17 RBI:s.
Under 2013 års säsong spelade Marte 135 matcher. Han stukade höger hand i augusti och var borta från spel i några veckor. Under grundserien var hans slaggenomsnitt 0,280 och han hade tolv homeruns och 35 RBI:s. Hans tio triples var delat näst bäst i National League (NL) och hans 41 stulna baser var tredje bäst (dock misslyckades han med att stjäla en bas 15 gånger, flest i NL). Pirates gick till slutspel för första gången sedan 1992, men åkte ut i National League Division Series (NLDS) mot St. Louis Cardinals, där Marte bara hade en hit (en homerun) på 19 at bats.
Inför 2014 års säsong kom Marte och Pirates överens om ett sexårskontrakt värt minst 31 miljoner dollar. Kontraktet innehöll även möjligheter för klubben att förlänga det ytterligare två säsonger för minst 11,5 respektive 12,5 miljoner dollar. I slutet av juli den säsongen drabbades Marte av en hjärnskakning och kunde inte spela på ett par veckor. Precis som föregående säsong spelade han 135 matcher i grundserien. Han hade ett slaggenomsnitt på 0,291, 13 homeruns och 56 RBI:s. Pirates gick till slutspel igen, men förlorade direkt i National League Wild Card Game (NLWC) mot de blivande mästarna San Francisco Giants.
Marte var i stort sett skadefri under 2015 års säsong och spelade 153 matcher med ett slaggenomsnitt på 0,287, 19 homeruns och 81 RBI:s. Det var tredje året i rad som han hade fler homeruns och RBI:s än året före. Han satte även personliga rekord i poäng (84), hits (166), total bases (257) och doubles (30). I slutspelet gick det som föregående säsong, denna gång kom förlusten mot Chicago Cubs. Marte belönades efter säsongen för sitt defensiva spel med sin första Gold Glove Award efter att bland annat haft flest assists bland alla outfielders i NL (16).

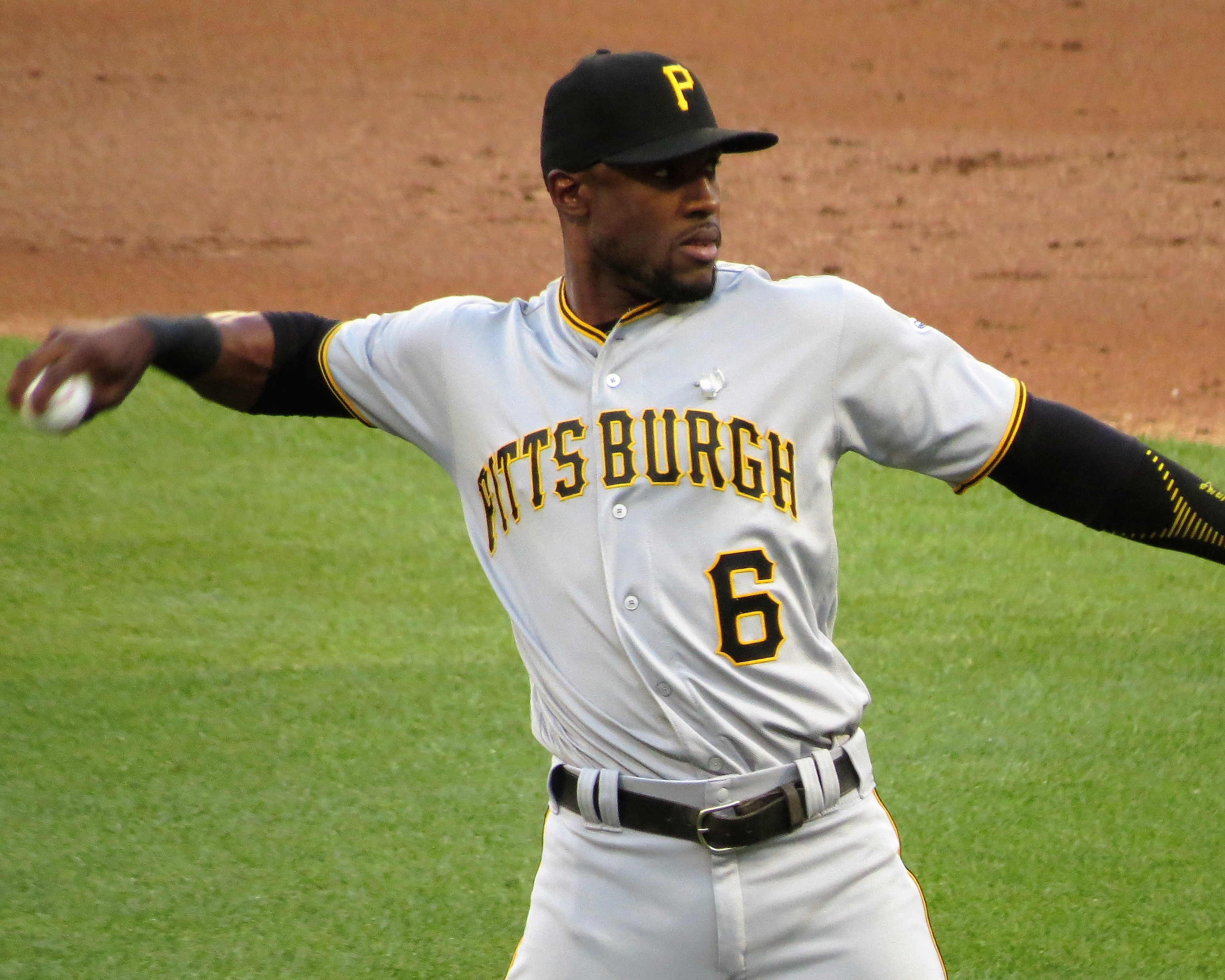
Marte i juni 2016.

Marte inledde mycket bra 2016 och fick för första gången äran att tas ut till MLB:s all star-match, dock bara som ersättare för en skadad spelare. Vid tidpunkten för uttagningen var hans slaggenomsnitt 0,316 och hans 27 stulna baser var näst bäst i MLB. Mot slutet av säsongen besvärades han av ryggproblem och missade stora delar av september. Han slutade säsongen med ett slaggenomsnitt på 0,311 (nytt personligt rekord), nio homeruns och 46 RBI:s på 129 matcher. Även i doubles (34), stulna baser (47), on-base % (0,362), slugging % (0,456) och on-base plus slugging (OPS) (0,818) satte han nya personliga rekord. Han var tredje bäst i NL i stulna baser. Efter säsongen vann han sin andra raka Gold Glove Award. För andra året i rad ledde han NL i outfield assists (17).
Ett par veckor in på 2017 års säsong stängdes Marte av i 80 matcher utan lön på grund av ett positivt dopningsprov. Substansen han hade intagit var den anabola steroiden nandrolon. Marte själv hävdade att han fått medlet i sig utan avsikt. Efter att ha avtjänat sin avstängning gjorde han comeback i mitten av juli. Hans slaggenomsnitt under 2017 var 0,275 och han hade sju homeruns och 31 RBI:s.

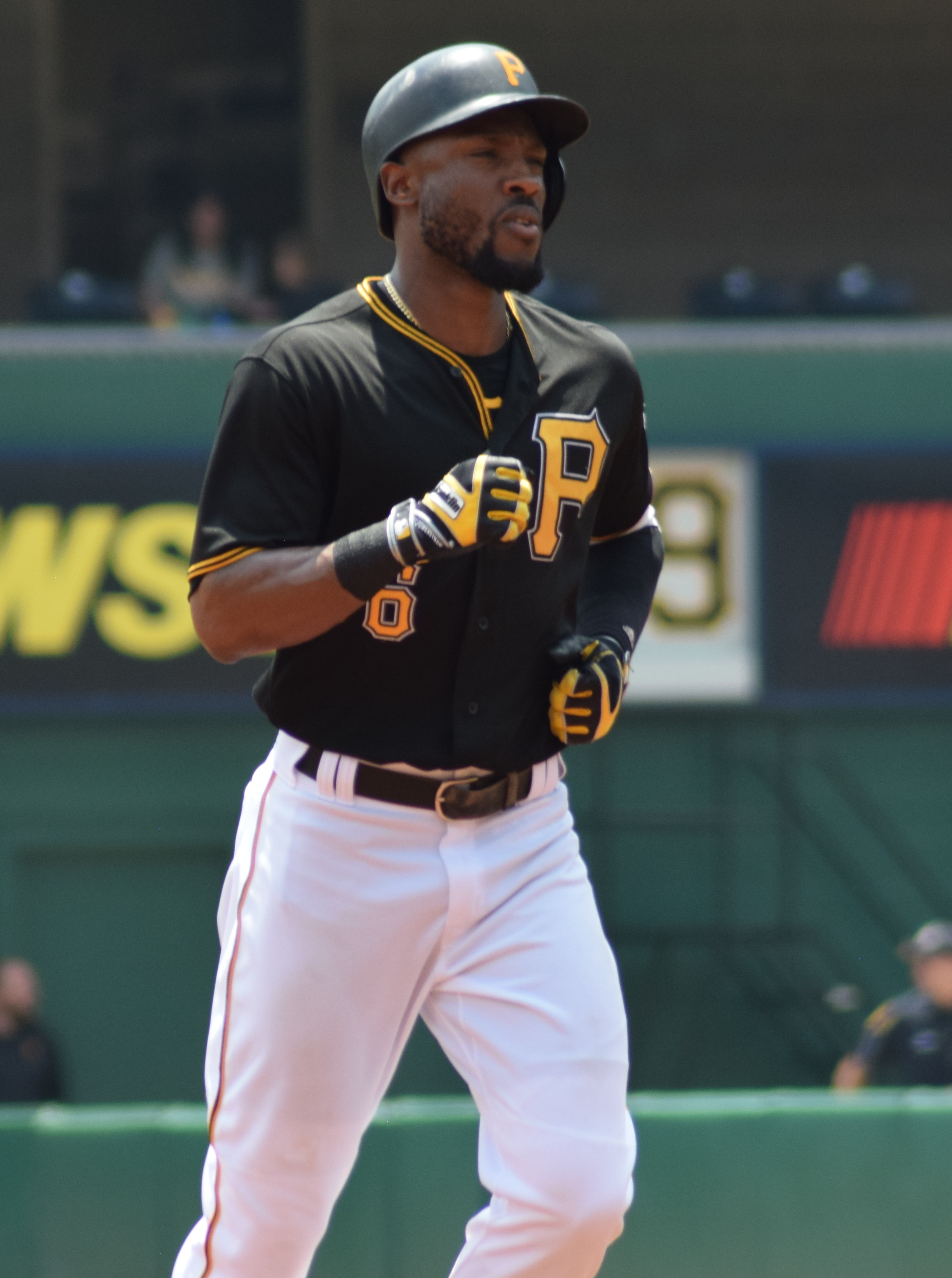
Marte i juli 2018.

Marte hade en kortare skadeperiod i maj 2018 på grund av en besvärande bukmuskel. I övrigt var han skadefri och spelade 145 matcher med ett slaggenomsnitt på 0,277, 20 homeruns (nytt personligt rekord) och 72 RBI:s. Hans 35 walks och 0,460 i slugging % var också nya personliga rekord. Han var tredje bäst i NL med 33 stulna baser, men å andra sidan delat sämst i ligan med 14 caught stealing.
Efter en otäck kollision med Erik González i outfield var Marte borta från spel under andra halvan av april 2019. Han var skadad igen i september, då med en stukning i vänster handled. Trots att han bara spelade 132 matcher satte han nya personliga rekord med 23 homeruns, 82 RBI:s, 97 poäng och 271 total bases samt även med 0,503 i slugging % och 0,845 i OPS. Slaggenomsnittet var 0,295.
Efter säsongen valde Pirates att utnyttja möjligheten att förlänga hans kontrakt en säsong för 11,5 miljoner dollar. Trots detta trejdade man i slutet av januari 2020 Marte till Arizona Diamondbacks i utbyte mot de två unga talangerna Brennan Malone och Liover Peguero.

#### Arizona Diamondbacks
Marte blev inte långvarig i sin nya klubb. 2020 års säsong kom inte igång förrän i slutet av juli på grund av covid-19-pandemin och redan i slutet av augusti trejdades han till Miami Marlins i utbyte mot Caleb Smith, Humberto Mejía och Julio Frias. Han hann bara med 33 matcher för Arizona med ett slaggenomsnitt på 0,311, två homeruns och 14 RBI:s.

#### Miami Marlins
Under den resterande månaden av säsongen spelade Marte 28 matcher för Marlins och hade ett slaggenomsnitt på 0,245, fyra homeruns och 13 RBI:s. Totalt under grundserien spelade han 61 matcher med ett slaggenomsnitt på 0,281, sex homeruns och 27 RBI:s. I slutspelet, där Marte spelade för första gången på fem år, kunde han inte delta i NLDS mot Atlanta Braves, som Marlins förlorade, eftersom han drabbades av ett brutet ben i vänster hand när han träffades av ett kast i den föregående omgången. Efter säsongen bestämde sig Marlins för att utnyttja möjligheten att förlänga hans kontrakt ett år till för 12,5 miljoner dollar.
I april-maj 2021 missade Marte över en månads spel på grund av en revbensfraktur, men när han kom tillbaka i spel gjorde han det så bra att han utsågs till veckans spelare i NL för första gången under karriären i mitten av juni. På sju matcher hade han ett slaggenomsnitt på 0,500, två homeruns, fem RBI:s och en OPS på 1,298 samt stal fyra baser.
När Marlins inte kunde komma överens med Marte om ett nytt kontrakt valde klubben i slutet av juli 2021 att trejda honom hellre än att låta honom gå som free agent vid årets slut. Ny klubbadress blev Oakland Athletics och i andra riktningen skickades Jesús Luzardo. Dessförinnan spelade Marte 64 matcher för Marlins med ett slaggenomsnitt på 0,305, sju homeruns och 25 RBI:s.

#### Oakland Athletics
Marte spelade under resten av 2021 års säsong 56 matcher för Athletics och hade ett slaggenomsnitt på 0,316, fem homeruns och 30 RBI:s. Totalt under hela säsongen innebar det 120 matcher, 0,310 i slaggenomsnitt, tolv homeruns och 55 RBI:s. Han hade flest stulna baser (47, vilket också var tangerat personligt rekord) i hela MLB. Efter säsongen blev han free agent för första gången.

#### New York Mets

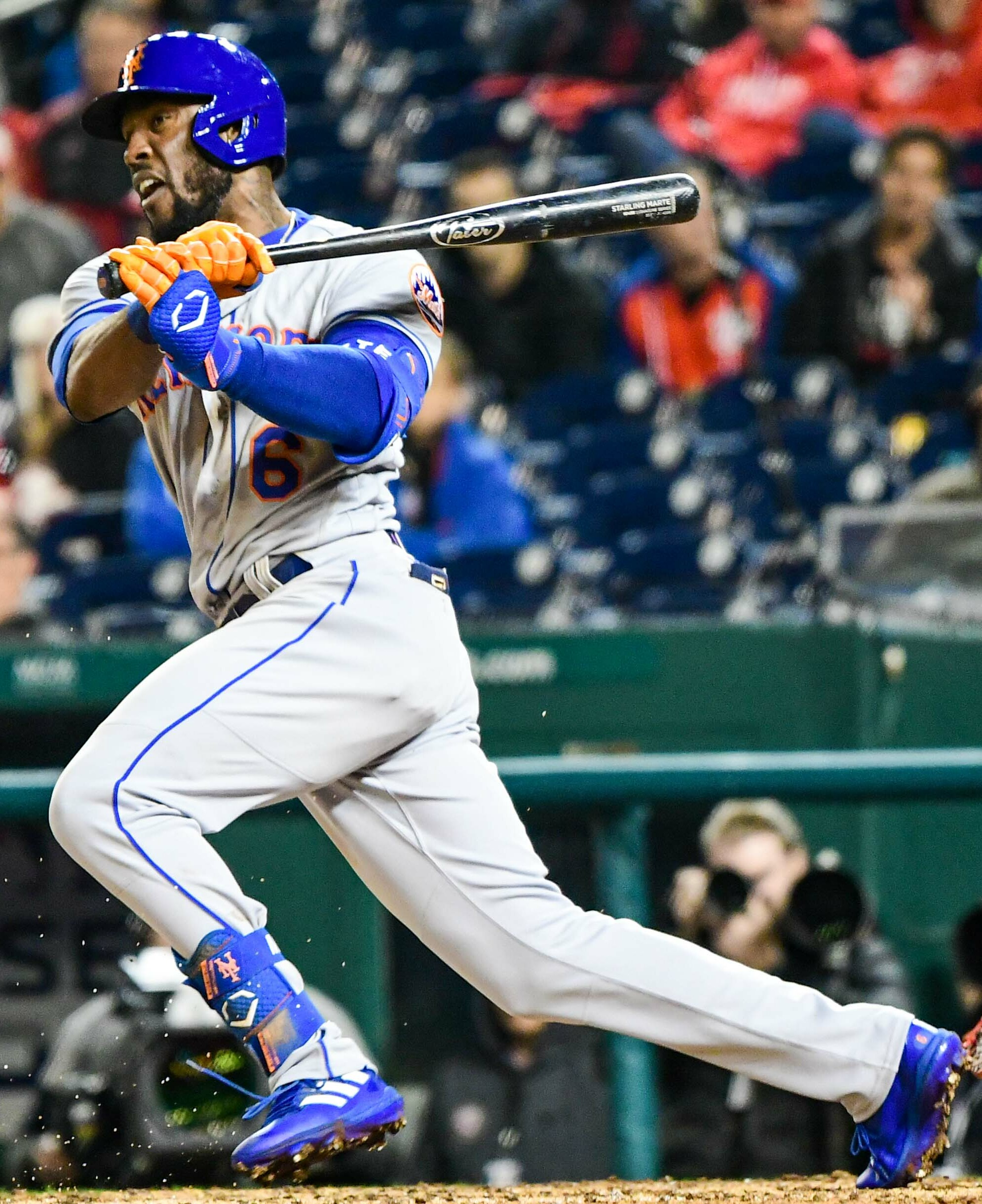
Marte i New York Mets dräkt 2022.

Inför 2022 års säsong skrev Marte på ett fyraårskontrakt med New York Mets som rapporterades vara värt 78 miljoner dollar. Han startade svagt, men spelade upp sig och togs i juli ut till sin andra all star-match, den första på sex år. Han valde dock att inte spela matchen på grund av en ömmande ljumske.

### Internationellt
Marte representerade Dominikanska republiken vid World Baseball Classic 2017.

## Privatliv
Marte fick tre barn, två söner vid namn Starling Jr och Smerling samt en dotter vid namn Tiana, med sin fru Noelia Brazoban innan hon avled i maj 2020 av en hjärtinfarkt.
Martes mormor, som uppfostrade honom efter hans mammas död, dog i maj 2022.